# 薩摩川内市立亀山小学校
薩摩川内市立亀山小学校（さつませんだいしりつ かめやましょうがっこう）は、鹿児島県薩摩川内市宮内町にある市立小学校。

## 概要
児童数は2021年4月現在517人が在籍している。
小学校の近くには川内川や中越パルプ工業川内工場がある。

## 歴史
- 1874年（明治7年） - 外城第四十一郷校として設置
- 1876年（明治9年） - 亀山小学校に改称
- 1889年（明治22年） - 協同小学校、五代小学校を吸収合併
- 1903年（明治36年） - 高等科を併置し、亀山尋常高等小学校と改称
- 1940年（昭和15年） - 川内市施行に伴い、川内市立亀山尋常高等小学校と改称
- 1941年（昭和16年） - 国民学校令施行に伴い、亀山国民学校と改称
- 1947年（昭和22年） - 学制改革により川内市立亀山小学校と改称。高等科は中学校へ編入
- 1951年（昭和26年） - 川内市立可愛小学校に分離
- 2004年（平成16年） - 川内市が新設合併し、薩摩川内市となったのに伴い、薩摩川内市立亀山小学校と改称

## 通学区域
亀山小学校の通学区域は以下の区域が指定されている。
- 花木町
- 宮内町
- 五代町
- 小倉町（うち小倉）

## 進学先中学校
- 薩摩川内市立川内北中学校[2]